# Янсруд, Хьетиль
Хье́тиль Я́нсруд (норв. Kjetil Jansrud, род. 28 августа 1985 года, Ставангер) — норвежский горнолыжник, олимпийский чемпион 2014 года в супергиганте, чемпион мира 2019 года в скоростном спуске, многократный победитель этапов Кубка мира, трёхкратный обладатель малого Хрустального глобуса за победу в зачёте супергиганта на Кубке мира. В начале карьеры более успешно выступал в гигантском слаломе, но постепенно переключился на скоростные дисциплины, в которых добился своих главных успехов.

## Общая информация

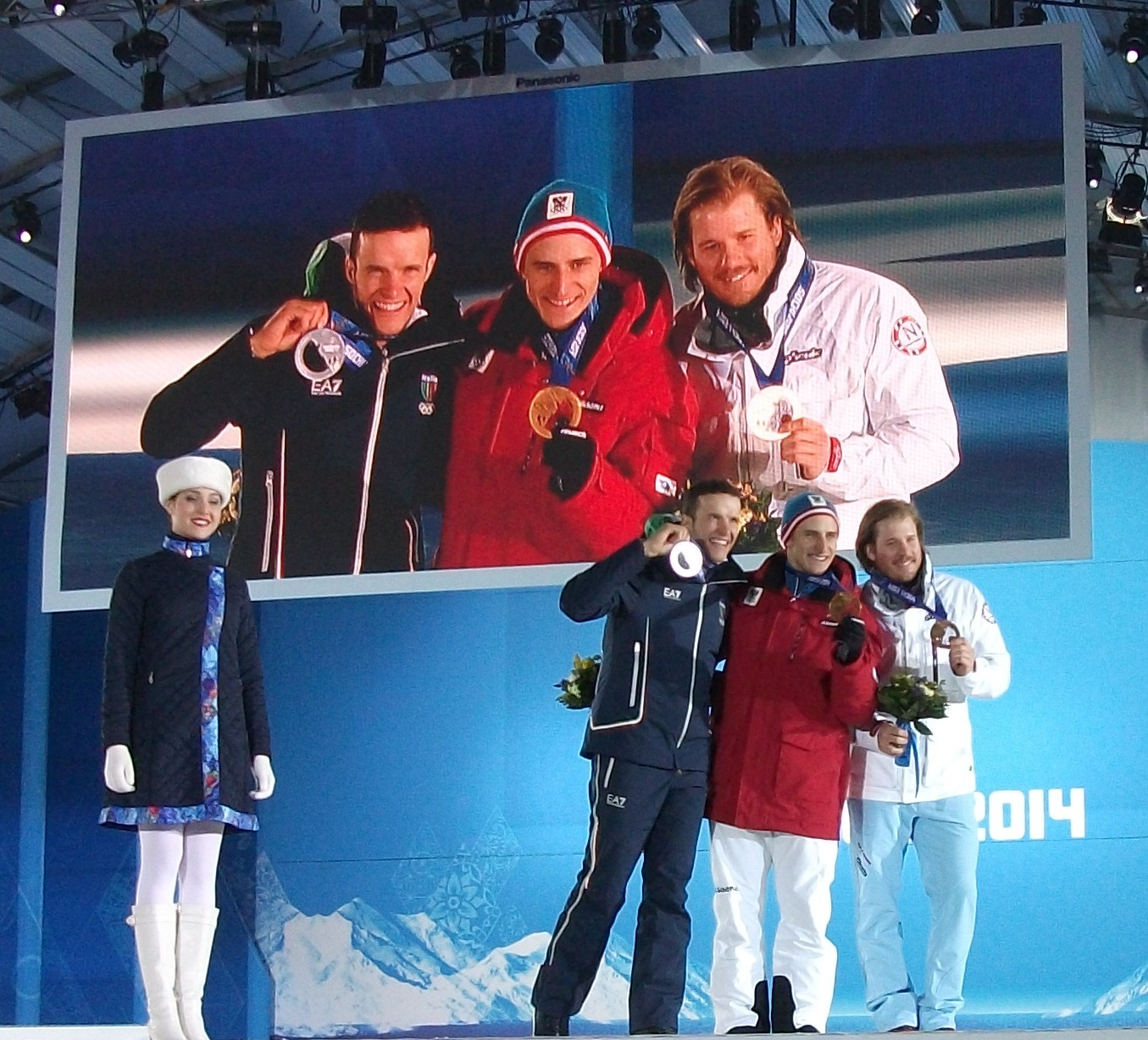
Янсруд (справа) на Олимпийских играх в Сочи с бронзовой медалью по итогам скоростного спуска

В Кубке мира Янсруд дебютировал в январе 2003 года, в январе 2009 года впервые попал на подиум на этапе Кубка мира в гигантском слаломе. Всего имеет 23 победы на этапах Кубка мира.
Принимал участие в Олимпиаде-2006 в Турине, где показал следующие результаты: 10-е место в суперкомбинации и сход в гигантском слаломе.
На Олимпиаде-2010 в Ванкувере завоевал серебро в гигантском слаломе, в остальных дисциплинах показал следующие результаты: скоростной спуск — 31-е место, супергигант — 12-е место, суперкомбинация — 9-е место, слалом — 17-е место.
На Олимпийских играх 2014 года в Сочи выиграл бронзу в скоростном спуске и золото в супергиганте. Норвежцы выиграли золото в этой дисциплине на четвёртой Олимпиаде подряд.
На чемпионате мира 2015 года завоевал серебро в суперкомбинации  (чемпионом стал австриец Марсель Хиршер). Спустя два года на чемпионате мира в Санкт-Морице стал вторым в супергиганте, проиграв только канадцу Эрику Гэю.
На зимних Олимпийских играх в Корее в скоростном спуске сумел показать второе время и завоевать свою четвёртую олимпийскую медаль, на сей раз серебряную (0,12 сек проигрыша Акселю Лунду Свиндалю). Там же стал третьим в супергиганте после Маттиаса Майера и Беата Фойца.
В 2019 году в Оре впервые стал чемпионом мира, выиграв золото в скоростном спуске (Свиндаль, завершавший в этот день свою карьеру, отстал всего на 0,02 сек).
На Олимпийских играх 2022 года в Пекине, которые стали пятыми в карьере Янсруда, занял 23-е место в супергиганте.
Завершил карьеру в марте 2022 года.

## Результаты на крупнейших соревнованиях

### Зимние Олимпийские игры
| Олимпийские игры | Скоростной спуск | Супергигант | Гигантский слалом | Слалом | Комбинация | Команды |
| ---------------- | ---------------- | ----------- | ----------------- | ------ | ---------- | ------- |
| 2006 Турин       | —                | —           | DNS2              | —      | 10         | н/д     |
| 2010 Ванкувер    | 31               | 12          | 2                 | 17     | 9          | н/д     |
| 2014 Сочи        | 3                | 1           | DNF2              | —      | 4          | н/д     |
| 2018 Пхёнчхан    | 2                | 3           | DNF1              | —      | 7          | —       |
| 2022 Пекин       | DNS              | 23          | —                 | —      | —          | —       |

### Чемпионаты мира
| Чемпионат мира           | Скоростной спуск | Супергигант   | Гигантский слалом | Слалом        | Комбинация    | Команды       | Паралл. гигантский слалом |
| ------------------------ | ---------------- | ------------- | ----------------- | ------------- | ------------- | ------------- | ------------------------- |
| 2005 Бормио              | —                | —             | —                 | DNF           | —             |               | н/д                       |
| 2007 Оре                 | не участвовал    | не участвовал | не участвовал     | не участвовал | не участвовал | не участвовал | не участвовал             |
| 2009 Валь-д’Изер         | —                | DNF           | DNF               | DNF           | 9             | н/д           | н/д                       |
| 2011 Гармиш-Партенкирхен | —                | DNF           | 5                 | DNF           | 10            | —             | н/д                       |
| 2013 Шладминг            | —                | DNF           | —                 | —             | —             | —             | н/д                       |
| 2015 Вейл/Бивер-Крик     | 15               | 4             | —                 | —             | 2             | —             | н/д                       |
| 2017 Санкт-Мориц         | 4                | 2             | —                 | —             | DNS2          | —             | н/д                       |
| 2019 Оре                 | 1                | 22            | —                 | —             | —             | —             | н/д                       |
| 2021 Кортина-д’Ампеццо   | 8                | 12            | —                 | —             | DNS2          | —             | —                         |

### Кубок мира

#### Завоёванные Хрустальные глобусы
- Супергигант (3) — 2014/15, 2016/17, 2017/18
- Скоростной спуск — 2014/15

#### Победы на этапах Кубка мира (23)
| №  | Сезон   | Дата        | Место          | Дисциплина                     |
| -- | ------- | ----------- | -------------- | ------------------------------ |
| 1  | 2011/12 | 4 мар 2012  | Квитфьелль     | Супергигант                    |
| 2  | 2013/14 | 28 фев 2014 | Квитфьелль     | Скоростной спуск               |
| 3  | 2013/14 | 2 мар 2014  | Квитфьелль     | Супергигант (2)                |
| 4  | 2014/15 | 29 ноя 2014 | Лейк Луиз      | Скоростной спуск (2)           |
| 5  | 2014/15 | 30 ноя 2014 | Лейк Луиз      | Супергигант (3)                |
| 6  | 2014/15 | 5 дек 2014  | Бивер-Крик     | Скоростной спуск (3)           |
| 7  | 2014/15 | 20 дек 2014 | Валь-Гардена   | Супергигант (4)                |
| 8  | 2014/15 | 24 янв 2015 | Кицбюэль       | Скоростной спуск (4)           |
| 9  | 2014/15 | 8 мар 2015  | Квитфьелль     | Супергигант (5)                |
| 10 | 2014/15 | 18 мар 2015 | Мерибель       | Скоростной спуск (5)           |
| 11 | 2015/16 | 21 дек 2015 | Альта-Бадья    | Параллельный гигантский слалом |
| 12 | 2015/16 | 15 янв 2016 | Венген         | Комбинация                     |
| 13 | 2015/16 | 6 фев 2016  | Чунбон         | Скоростной спуск (6)           |
| 14 | 2015/16 | 13 мар 2016 | Квитфьелль     | Супергигант (6)                |
| 15 | 2016/17 | 2 дек 2016  | Валь-д’Изер    | Супергигант (7)                |
| 16 | 2016/17 | 3 дек 2016  | Валь-д’Изер    | Скоростной спуск (7)           |
| 17 | 2016/17 | 16 дек 2016 | Валь-Гардена   | Супергигант (8)                |
| 18 | 2016/17 | 27 дек 2016 | Санта-Катерина | Супергигант (9)                |
| 19 | 2016/17 | 25 фев 2017 | Квитфьелль     | Скоростной спуск (8)           |
| 20 | 2017/18 | 26 ноя 2017 | Лейк Луиз      | Супергигант (10)               |
| 21 | 2017/18 | 11 мар 2017 | Квитфьелль     | Супергигант (11)               |
| 22 | 2018/19 | 25 ноя 2018 | Лейк Луиз      | Супергигант (12)               |
| 23 | 2019/20 | 24 янв 2020 | Кицбюэль       | Супергигант (13)               |